# Мигалевцы
Мигалевцы (укр. Мигалівці) — село на Украине, находится в Барском районе Винницкой области.
Код КОАТУУ — 0520283501. Население по переписи 2001 года составляет 1033 человека. Почтовый индекс — 23023. Телефонный код — 4341.
В селе действует Спасо-Преображенский храм Барского благочиния Винницкой и Барской епархии Украинской православной церкви.

## Адрес местного совета
23023, Винницкая область, Барский р-н, с.Мигалевцы, ул.Ленина, 36